# 楊皓如
楊皓如（1978年6月30日—），前台灣媒體記者，現為通告藝人與名嘴，有「美女記者」的稱號。曾任壹電視、TVBS等之娛樂新聞、生活時尚線記者。

## 外部連結
- 楊皓如的Facebook專頁
- 楊皓如的新浪微博
- 楊皓如的Instagram帳戶
- TVBS 頂尖事務所 - 楊皓如 （页面存档备份，存于）